# 欽ちゃんの仮装大賞の作品一覧 (61回-70回)
萩本欽一（欽ちゃん）と香取慎吾（元SMAP）（第65回以降）が司会を務めた『欽ちゃん&香取慎吾の全日本仮装大賞』の第61回から第70回までの概要と作品の一覧。

## 第61回
欽ちゃんの第61回全日本仮装大賞
- 放送日 - 2000年9月30日（土）19:00 - 20:54
- 収録日 - 2000年9月10日（日）
- 会場 - 東京・後楽園ホール
- ナレーター（仮装） - 堀敏彦（文庫本）
- 欽ちゃんの仮装 - ウィリアム・テル
- 審査員（太字は審査員長） - 仮装（テーマ「小説の主人公」）
  - 関根勤 - 光源氏
  - 魚住りえ - 不思議の国のアリス
  - 磯野貴理子 - 星の王子さま
  - コロッケ - ドラキュラ
  - 藤田弓子 - アニーよ銃を取れ
  - 青島幸男 - 姿三四郎（第31回以来の2度目）
  - 城戸真亜子 - ジャンヌ・ダルク
  - セイン・カミュ - シャーロック・ホームズ
  - 山口もえ - 伊豆の踊子
  - 山本晋也 - 佐々木小次郎

作品について
- 応募総数 - 5461組
- 出場 - 42組
- 合格 - 34組
- 満点 - 5組
- 合格率 - 80.95%
- 満点率 - 11.90%

- 合格点 - 20点満点中15点以上
- 最高点 - 20点
- 最低点 - 9点
- 平均点 - 16.21点

| No. | 作品                     |   | 点数 | 賞             | 備考 |
| --- | ------------------------ | - | ---- | -------------- | --- |
| 1   | ロデオ                   | ○ | 18点 |                | |
| 2   | 携帯電話の電波           | ○ | 15点 |                | 羽根を電波に見立てて、バドミントンのラリーで電話での会話を表現。                                               |
| 3   | イルカとクジラ           | ○ | 19点 | 努力賞         | |
| 4   | わんこそば               | ○ | 16点 |                | そばに扮した演者が口のセットに入り続ける。                                                                     |
| 5   | 巣箱をのぞくと…          | ○ | 18点 |                | |
| 6   | マッサージチェアー       | ○ | 20点 | 第3位          | |
| 7   | ザ・チャンバラ           | ○ | 20点 | ユーモア賞     | 第86回優勝組                                                                                                   |
| 8   | ホタル                   | ○ | 15点 |                | 黄色く塗った顔でホタルの光を表現。                                                                             |
| 9   | かんな削り               | ○ | 16点 |                | |
| 10  | サボテン                 |   | 11点 |                | サボテンに扮した演者が「サボテンがさぼってん」とダジャレを言うだけの作品。                                     |
| 11  | Eメールの顔文字          |   | 10点 |                | |
| 12  | セミ                     | ○ | 20点 | 準優勝         | |
| 13  | ライン引き               | ○ | 19点 |                | 手押し車でライン引きを表現。                                                                                   |
| 14  | つり輪                   | ○ | 17点 |                | 第58,85回優勝組                                                                                                |
| 15  | 森のファンタジー         | ○ | 16点 |                | 夜の森に現れる悪魔を表現。                                                                                     |
| 16  | 2人は仲良し              | ○ | 18点 |                | |
| 17  | マリリン・モンロー       |   | 11点 |                | 口元にマリリン・モンローの絵を貼り付け。息を吹きかけてスカートがめくれる様子を表現。                           |
| 18  | 子鹿のバンビ             |   | 13点 | 欽ちゃん賞     | |
| 19  | フィンガーコーラスライン | ○ | 17点 |                | |
| 20  | 重量挙げ                 |   | 12点 | 欽ちゃん賞     | |
| 21  | 雨上がりの情景           | ○ | 16点 |                | |
| 22  | 鉄道員（ぽっぽや）       | ○ | 18点 | ファンタジー賞 | |
| 23  | UFOとの遭遇              | ○ | 20点 | 演技賞         | |
| 24  | 巨人の星                 | ○ | 18点 |                | |
| 25  | リオのカーニバル         | ○ | 18点 |                | 出演:梶原比出樹チーム サンバを踊る人の背中の羽根がありえない方向に動く様子を表現。                             |
| 26  | 柳に飛びつく蛙           |   | 14点 |                | 13点からトーク中に+1点                                                                                         |
| 27  | 動物園                   | ○ | 17点 | アイデア賞     | 出演:矢部太郎（カラテカ）                                                                                      |
| 28  | 200M決勝                 | ○ | 20点 | 優勝           | |
| 29  | 湖に映る花火             | ○ | 19点 |                | 上段と下段の演者がそれぞれ空の花火、湖に反射する花火をモールなどで表現。                                       |
| 30  | 打ち上げ花火             | ○ | 15点 |                | |
| 31  | 夏休みの思い出           | ○ | 15点 |                | |
| 32  | 展覧会の花火             | ○ | 19点 | 技術賞         | |
| 33  | 胴上げ                   |   | 09点 |                | 出演:イジリー岡田・神奈月                                                                                      |
| 34  | メイク落とし             | ○ | 15点 |                | 水に扮した演者がメイクをした顔の絵からメイク部分を取り外すことでメイクが落ちる様子を表現。14点から繰り上げ合格 |
| 35  | 気球                     | ○ | 18点 |                | |
| 36  | コードのつぶやき         | ○ | 16点 |                | |
| 37  | 釣り人の足もと           | ○ | 16点 |                | |
| 38  | バッテリー               | ○ | 17点 |                | |
| 39  | サワガニvsザリガニ       |   | 13点 |                | |
| 40  | たばこの煙               | ○ | 15点 |                | |
| 41  | 超音波検査               | ○ | 16点 |                | 3人で妊娠時のエコー写真を表現。                                                                                |
| 42  | 宇宙から生中継           | ○ | 16点 |                | 出演:コージー冨田・原口あきまさ                                                                                |

優勝 - 28番 200M決勝
ストップウォッチから一瞬にして200M走ゴールの瞬間へ。
準優勝 - 12番 セミ
ブラインドを使ってセミの羽化を表現。
第3位 - 6番 マッサージチェアー
1人でマッサージチェアーとマッサージされる人を表現。
技術賞 - 32番 展覧会の花火
打ち上げ花火を世界の名画に見立てる珍作。
努力賞 - 3番 イルカとクジラ
鉄棒回転を利用してイルカのジャンプを表現。
ファンタジー賞 - 22番 鉄道員（ぽっぽや）
沢山の中学生が重量感溢れるSLを表現。
演技賞 - 23番 UFOとの遭遇
フラフープを使ってUFOを表現、ブラインド越しに宇宙人が登場し200万円獲得を宣言する。
ユーモア賞 - 7番 ザ・チャンバラ
全身に刀がぶつかり合ったときに出る火花の絵を貼りつけ、それを次々と見せることでちゃんばらを表現。
アイデア賞 - 27番 動物園
学生たちが動物園にやってきて、金髪を鬣に見立てライオンに変身。
欽ちゃん賞I - 18番 子鹿のバンビ
子鹿のバンビから一気にゾンビになる。
欽ちゃん賞II - 20番 重量挙げ
鼻息で重量挙げを表現。
- その他備考
  - 20世紀最後の開催。
  - 33番「胴上げ」でイジリー岡田が同局の深夜に放送された『まねキン』の企画として神奈月と共に、第6回以来2度目の出場を果たすが不合格。
  - 欽ちゃん賞に選ばれた兄妹には、銀メダルと賞金20万円が授与された。

## 第62回
欽ちゃんの第62回全日本仮装大賞
- 放送日 - 2001年1月3日（水）18:30 - 20:54
- 収録日 - 2001年1月1日（月）
- 会場 - 東京・後楽園ホール
- ナレーター（仮装） - 堀敏彦（ルパン三世）
- 欽ちゃんの仮装 - 巨人の星の星飛雄馬
- 審査員（太字は審査員長） - 仮装（テーマ「20世紀を代表するテレビの主役」）
  - 柴田理恵 - ベルサイユのばらのオスカル
  - 藤村俊二 - 快傑ゾロ
  - 角田久美子 - 魔法使いサリー
  - 山崎邦正 - 鉄腕アトムのアトム
  - 藤田弓子 - 三蔵法師
  - 青島幸男 - 水戸黄門の水戸光圀
  - 安西ひろこ - 銀河鉄道999のメーテル
  - 畑山隆則 - 木枯し紋次郎
  - 磯野貴理子 - おしんの谷村しん（少女期）
  - 山本晋也 - スーパーマン（第3回以来の2度目）

作品について
- 応募総数 - 8262組
- 出場 - 46組
- 合格 - 35組
- 満点 - 3組
- 合格率 - 76.09%
- 満点率 - 6.52%

- 合格点 - 20点満点中15点以上
- 最高点 - 20点
- 最低点 - 5点
- 平均点 - 15.63点

| No. | 作品                   |   | 点数 | 賞             | 備考 |
| --- | ---------------------- | - | ---- | -------------- | --- |
| 1   | 富嶽三十六景           | ○ | 18点 |                | |
| 2   | なっちゃんの朝         | ○ | 17点 |                | |
| 3   | アシカの出初め式       | ○ | 15点 |                | |
| 4   | はさがけ               | ○ | 15点 |                | |
| 5   | 展覧会の羽子板         |   | 11点 |                | |
| 6   | いろんな鼻             | ○ | 18点 | ユーモア賞     | |
| 7   | トランポリン           | ○ | 16点 |                | 第58,85回優勝組 |
| 8   | もちつき機             | ○ | 20点 | 欽ちゃん賞     | |
| 9   | イモムシの大冒険       | ○ | 15点 |                | |
| 10  | 夫婦岩の初日の出       | ○ | 17点 |                | |
| 11  | 焼き肉大好き!          |   | 10点 |                | |
| 12  | 独楽の刃渡り           |   | 11点 |                | |
| 13  | 鵜飼い                 | ○ | 19点 |                | 長良川の鵜飼いの様子と背景の花火をリアルに再現。途中から鵜たちが曲に合わせてダンスをする。 |
| 14  | 雪どけ                 | ○ | 18点 | ファンタジー賞 | |
| 15  | 笑点の座布団           |   | 13点 |                | |
| 16  | 真夜中の動物園         | ○ | 18点 | 演技賞         | |
| 17  | 寂しい大晦日           |   | 14点 |                | |
| 18  | 鼻パック               |   | 11点 |                | |
| 19  | 歯ブラシ               |   | 13点 |                | |
| 20  | お餅                   | ○ | 16点 |                | |
| 21  | テーブルクロス引き     |   | 09点 |                | |
| 22  | 泣き虫のスプリンクラー | ○ | 16点 |                | |
| 23  | コーヒーカップ         | ○ | 19点 | 努力賞         | |
| 24  | きよしこの夜           | ○ | 15点 |                | |
| 25  | 英語の勉強             | ○ | 16点 |                | |
| 26  | メダカの学校           | ○ | 16点 |                | おじいさんが、メダカ状に切った黒い紙を息で吹き飛ばし、メダカが池ので散り散りに逃げるさまを表現。どこが「メダカの学校」なのかがわからない演技構成と謎のハーモニカの演奏に会場の人々は爆笑。15点からトーク中に+1点 |
| 27  | ひらめいた!            | ○ | 19点 | アイデア賞     | |
| 28  | バリ島の線香花火       | ○ | 17点 | 技術賞         | 出演:WAHAHA本舗 |
| 29  | 歌舞伎の隈取り         | ○ | 19点 | 準優勝         | |
| 30  | だいこん               | ○ | 20点 | 優勝           | |
| 31  | 雄物川の春             | ○ | 17点 |                | 出演:美郷町立仙南東小学校児童 |
| 32  | 冬のクモの巣           | ○ | 18点 |                | |
| 33  | 師走の中継             | ○ | 20点 | 第3位          | 出演:チンパンジー・ももちゃん |
| 34  | あっ!何だ!!            |   | 05点 |                | 出演:内山信二 |
| 35  | 雪の朝                 | ○ | 16点 |                | |
| 36  | 洗面台                 | ○ | 15点 |                | |
| 37  | けん玉とヨーヨー       | ○ | 19点 |                | 「night of fire」に合わせて、パラパラの振り付けでけん玉とヨーヨーの動きをリズミカルに再現。18点からトーク中に+1点                                                                                                |
| 38  | 台風中継               | ○ | 19点 |                | リポーターが台風で吹き飛ばされ、沖まで流されていく様を再現 |
| 39  | モンローの唇           | ○ | 15点 |                | |
| 40  | ハチの逆襲             | ○ | 16点 |                | |
| 41  | シンクロナイズドヘアー | ○ | 18点 |                | |
| 42  | カヌー                 | ○ | 16点 |                | |
| 43  | スカイダイビング       |   | 13点 |                | |
| 44  | 低周波治療器           |   | 09点 |                | |
| 45  | 窓辺の風               | ○ | 16点 |                | 14点から繰り上げ合格 |
| 46  | 火事だ!                | ○ | 16点 |                | 出演:ガレッジセール、シャンプーハット、アップダウン、ライセンス、堀越のり 14点から繰り上げ合格 |

優勝 - 30番 だいこん
クラシックバレエを活かした作品。大根からたくあんへの変化を足とストッキングを使って表現。
準優勝 - 29番 歌舞伎の隈取り
体全体で顔に施されたメイクを表現し一瞬にして歌舞伎役者の表情を作り上げる。
第3位 - 33番 師走の中継
チンパンジーのももちゃんデビュー作。ももちゃんと仲間達が師走の街を走り回る人々を演じる。
技術賞 - 28番 バリ島の線香花火
バリ島の伝統舞踊ケチャで線香花火の様子を表現。
努力賞 - 23番 コーヒーカップ
一輪車の動きでコーヒーカップを表現。
ファンタジー賞 - 14番 雪どけ
子供達が転がり雪（布）をはいで春の訪れを表現。
演技賞 - 16番 真夜中の動物園
動物園の従業員が真夜中に動物たちの様子を見まわる場面を懐中電灯の明かりの視点から再現。
ユーモア賞 - 6番 いろんな鼻
幼児が体を使って様々な鼻を表現。
アイデア賞 - 27番 ひらめいた!
漫画の効果的なイラストを実写で表現。
欽ちゃん賞 - 8番 もちつき機
父親が子どもをくすぐることで、餅つき機の中の餅をユーモラスに表現。
- その他備考
  - 21世紀最初の開催ということで、オープニングでは22年間の歴史をまとめたVTRを放送。
  - CM突入の際にショートスポットを挿入。
  - 第32回以来10年ぶりに番組内でのお年玉が1回限りの復活。中身は2001年にちなんで2001円（前年に発行された2000円札）だった。
  - 21番『テーブルクロス引き』において際布がうまく抜けなかったため失敗。不合格となった。
  - 28番『バリ島の線香花火』は、表彰式時に審査員の柴田理恵は、出場者が同じ劇団員の後輩たちにあたるため失礼になるかと思い辞退を考えたが、「他の審査員の方たちからいいもん（作品）はいいんだから安心してお受けしなさい」と激励され受賞に至ったことをコメントした。
  - 46番『火事だ!』は、芸能人3組目のチャレンジャーとして、当時同局の深夜に放送された『吉本ばかな』の企画としてnewsが出場。
  - 山崎邦正の審査のグダグダっぷりに欽ちゃんが突っ込む場面も見られた。

## 第63回
欽ちゃんの第63回全日本仮装大賞
- 放送日 - 2001年5月5日（土）19:00 - 20:54
- 収録日 - 2001年5月3日（木）
- 会場 - 東京・後楽園ホール
- ナレーター（仮装） - 堀敏彦（アーノルド・シュワルツェネッガー）
- 欽ちゃんの仮装 - シアトル・マリナーズのイチロー
- 審査員（太字は審査員長） - 仮装（テーマ「世界のスーパースター」）
  - 柴田理恵 - オードリー・ヘプバーン
  - 鈴木健 - エルヴィス・プレスリー
  - 菊川怜 - ヴィヴィアン・リー
  - コロッケ - モーツァルト
  - 藤田弓子 - チャーリー・チャップリン
  - 青島幸男 - ブルース・リー
  - 山口もえ - マドンナ
  - 角田信朗 - シルヴェスター・スタローン
  - 磯野貴理子 - マリリン・モンロー
  - 山本晋也 - 三船敏郎（第59回以来の2度目）

作品について
- 応募総数 - 5637組
- 出場 - 39組
- 合格 - 30組
- 満点 - 9組
- 合格率 - 76.92%
- 満点率 - 23.08%

- 合格点 - 20点満点中15点以上
- 最高点 - 20点
- 最低点 - 4点
- 平均点 - 16.46点

| No. | 作品                               |   | 点数 | 賞             | 備考 |
| --- | ---------------------------------- | - | ---- | -------------- | --- |
| 1   | ひげダンス                         | ○ | 19点 |                | |
| 2   | シーソー                           | ○ | 17点 |                | |
| 3   | 富士山                             | ○ | 16点 |                | |
| 4   | ひまわり                           | ○ | 20点 | 技術賞         | |
| 5   | ペンギン大パニック                 |   | 14点 |                | 13点からトーク中に+1点                                                                                               |
| 6   | ハワイの砂鉄                       | ○ | 17点 |                | 14点から繰り上げ合格                                                                                                 |
| 7   | 熱帯魚                             | ○ | 18点 |                | |
| 8   | 嫁ぐ日                             | ○ | 20点 | 優勝           | |
| 9   | 雨の日の横断歩道                   | ○ | 20点 | 準優勝         | |
| 10  | メガネの有名人                     | ○ | 17点 |                | |
| 11  | 超・チョー・腸・イイ感じ           |   | 11点 |                | |
| 12  | 私の宝物                           | ○ | 16点 |                | |
| 13  | 鳥の親子                           | ○ | 16点 |                | 出演:ミヤギテレビアナウンサーグループ                                                                                |
| 14  | 映画のマーク                       | ○ | 19点 | アイデア賞     | |
| 15  | 身長測定                           | ○ | 20点 | 第3位          | |
| 16  | 溶けるバター                       | ○ | 18点 |                | 第58,85回優勝組 |
| 17  | マジック                           | ○ | 17点 |                | |
| 18  | チャッキリ娘                       | ○ | 16点 |                | 茶摘みの「夏も近づく♪」のあとに茶摘みの女性が振り向くとおばあさんで「88や〜」と駄洒落を一言                          |
| 19  | 恐竜博物館                         | ○ | 19点 |                | アメリカ・ネブラスカ州からの出場 博物館に展示されている恐竜の骨がダンスをする。最後はバラバラになって床に落ちていく  |
| 20  | 雨あがり                           | ○ | 17点 |                | |
| 21  | 歌舞伎のゴジラ                     |   | 12点 |                | |
| 22  | アニメのエンディング               | ○ | 18点 |                | 顔を家に見立て、サザエさん一家の形したお菓子を食べることで、サザエさんのエンディングのラストを表現                   |
| 23  | 磁力                               | ○ | 20点 |                | 両足をU字磁石に見立て、様々なものをくっつけたり、磁力で動かすさまを表現。演技の間に「磁力!」という掛け声を挟んでいた |
| 24  | 活きのいい魚                       | ○ | 19点 |                | |
| 25  | 花火だよ!全員集合!!                | ○ | 20点 | 演技賞         | 出演:梶原比出樹チーム                                                                                                |
| 26  | 時計                               | ○ | 20点 | 努力賞         | |
| 27  | らくだでGO!GO!                     |   | 04点 |                | 出演:上田晋也（海砂利水魚〈現:くりぃむしちゅー〉）、深沢邦之（Take2） 2点からトーク中に+2点（後述）                  |
| 28  | 地吹雪                             | ○ | 20点 |                | 第26回優勝組 |
| 29  | 世界一周の旅                       | ○ | 20点 | ユーモア賞     | |
| 30  | 中国的お好み焼・かつおぶしの太極拳 | ○ | 19点 |                | 18点からトーク中に+1点                                                                                               |
| 31  | 汽車の煙                           | ○ | 18点 |                | 17点からトーク中に+1点                                                                                               |
| 32  | 夜の遊園地                         | ○ | 18点 | ファンタジー賞 | |
| 33  | ダルマおとし                       |   | 12点 |                | |
| 34  | バンジージャンプ                   |   | 13点 |                | |
| 35  | 五右衛門風呂                       | ○ | 15点 |                | |
| 36  | イカのピアノ演奏                   |   | 11点 |                | 10点からトーク中に+1点                                                                                               |
| 37  | 光れ!電球!!                        |   | 13点 |                | 12点からトーク中に+1点                                                                                               |
| 38  | 機関車の大相撲                     | ○ | 16点 |                | |
| 39  | 明日があるさ                       |   | 07点 |                | 出演:有田哲平（海砂利水魚〈現:くりぃむしちゅー〉）、東貴博（Take2）、土田晃之、 丁半コロコロ・西尾季隆               |

優勝 - 8番 嫁ぐ日
秋桜に合わせて、女装した父親に子供3人が抱きついて花嫁姿に変わる。
準優勝 - 9番 雨の日の横断歩道
数人が横断歩道の線になり、手渡しで人などを移動させていく。ろう話学校の生徒たちが演じ、満点合格をした際、担任の先生が嬉し泣きをする場面が見られた。
第3位 - 15番 身長測定
男の子が身長を測るバーを叩きつけられて背が縮むが、もう一人が笛を吹くと背が大幅に伸びる。
技術賞 - 4番 ひまわり
ひまわりの格好をして曲にあわせて壁を上っていく。
努力賞 - 26番 時計
180開脚を時計の針に見立て、24時間を刻んでいく体力作品。
ファンタジー賞 - 32番 夜の遊園地
主婦達が両足を使って遊園地の乗り物を演じる。
演技賞 - 25番 花火だよ!全員集合!!
第57回40番「花火」のチームが「いい湯だな」のメロディに合わせて様々な種類の花火を次々に表現。最多優勝チームによる作品。
ユーモア賞 - 29番 世界一周の旅
いろんな〜シリーズの世界の名所編。
アイデア賞 - 14番 映画のマーク
女性数人がチアリーディングの掛け声に合わせて映画のマークを次々に表現。最後はマークがカメラの近くまで飛び出してくる。
- その他備考
  - 番組の冒頭で前回の第62回のハイライトと予選風景を放送。
  - 合格者席の立て札のデザインが現行のものに。
  - 27番「らくだでGo!Go!」はらくだに仮装して、ただ欽ちゃん走りをステージ上で往復するだけの内容。あまりにも同じことを繰り返したため、演技途中に萩本が一緒になって欽ちゃん走りをしたが、2点という記録的な低得点で不合格の鐘が鳴った。しかし審査員の柴田理恵、菊川怜が「欽ちゃん走りが見られたから」という理由で1点ずつ入れ、最終的には4点になった。

## 第64回
欽ちゃんの第64回全日本仮装大賞
- 放送日 - 2001年9月29日（土）19:00 - 20:54
- 収録日 - 2001年9月16日（日）
- 会場 - 東京・後楽園ホール
- ナレーター（仮装） - 堀敏彦（ストップウォッチ）
- 欽ちゃんの仮装 - サッカー日本代表の中田英寿
- 審査員（太字は審査員長） - 仮装（テーマ「スポーツ選手」）
  - 山崎邦正 - 柔道
  - 久本雅美 - ソフトボール
  - えなりかずき - 相撲の行司
  - はしのえみ - チアリーダー
  - 青島幸男 - ツール・ド・フランス
  - 藤田弓子 - 乗馬
  - 角田信朗 - ハンマー投げ
  - 馬場典子 - 剣道
  - 坂下千里子 - フェンシング
  - 山本晋也 - F1レーサー

作品について
- 応募総数 - 4731組
- 出場 - 42組
- 合格 - 34組
- 満点 - 5組
- 合格率 - 80.95%
- 満点率 - 11.90%

- 合格点 - 20点満点中15点以上
- 最高点 - 20点
- 最低点 - 10点
- 平均点 - 16.50点

| No. | 作品                 |   | 点数 | 賞             | 備考                                                                              |
| --- | -------------------- | - | ---- | -------------- | --------------------------------------------------------------------------------- |
| 1   | 先生の結婚式         | ○ | 17点 |                |                                                                                   |
| 2   | オーストラリア旅行   | ○ | 15点 |                |                                                                                   |
| 3   | 道路標識             | ○ | 18点 |                |                                                                                   |
| 4   | ラッコの夫婦         |   | 13点 |                | 第86回優勝組                                                                      |
| 5   | ピエロ               | ○ | 17点 |                |                                                                                   |
| 6   | ヤドカリ             | ○ | 15点 |                | 14点から繰り上げ合格                                                              |
| 7   | リフティングの天才   | ○ | 17点 |                |                                                                                   |
| 8   | 収納大作戦           | ○ | 19点 |                |                                                                                   |
| 9   | 虫のしりとり         | ○ | 16点 |                |                                                                                   |
| 10  | そら豆の発芽         |   | 12点 |                |                                                                                   |
| 11  | 魔女の宅急便         | ○ | 18点 |                | 鉄棒を箒に見立て、連続前回りでキキが空を飛び回る様子を再現                        |
| 12  | 宝塚の万華鏡         | ○ | 15点 |                |                                                                                   |
| 13  | ダンゴムシ           | ○ | 20点 | 努力賞         |                                                                                   |
| 14  | サザエの壺焼き       | ○ | 20点 | 技術賞         |                                                                                   |
| 15  | 犬とフリスビー       | ○ | 19点 |                | 体の右半分を飼い主に、左半分を犬の恰好をし一人2役で犬とフリスビーで遊ぶさまを表現 |
| 16  | 砂のお城             | ○ | 18点 |                |                                                                                   |
| 17  | 戦車の車輪           | ○ | 15点 |                | 14点から繰り上げ合格                                                              |
| 18  | セミ                 | ○ | 17点 |                |                                                                                   |
| 19  | ペンギンの障害物競走 | ○ | 17点 | アイデア賞     |                                                                                   |
| 20  | わたがし             | ○ | 20点 |                | 19点からトーク中に+1点                                                            |
| 21  | とうもろこし畑       | ○ | 17点 | ファンタジー賞 |                                                                                   |
| 22  | カップラーメン       | ○ | 18点 | 準優勝         |                                                                                   |
| 23  | ドラムソロ           | ○ | 18点 | 演技賞         |                                                                                   |
| 24  | 戦車                 | ○ | 19点 | ユーモア賞     |                                                                                   |
| 25  | スイカの早喰い       | ○ | 17点 |                |                                                                                   |
| 26  | 表彰式               | ○ | 16点 |                |                                                                                   |
| 27  | どじょうすくい       |   | 10点 |                |                                                                                   |
| 28  | 携帯の電波表示       | ○ | 16点 |                | 出演:ジェットキッズ                                                               |
| 29  | お弁当箱の唄         | ○ | 20点 | 第3位          |                                                                                   |
| 30  | 今年の夏は暑かった!  | ○ | 18点 |                | 14点から繰り上げ合格                                                              |
| 31  | 柔よく剛を制す       | ○ | 19点 |                |                                                                                   |
| 32  | ラジオ体操           | ○ | 20点 | 優勝           | 出演:梶原比出樹チーム                                                             |
| 33  | 運命の台風           | ○ | 15点 |                |                                                                                   |
| 34  | ぐにゃぐにゃオモチャ | ○ | 16点 |                | 第58,85回優勝組                                                                   |
| 35  | タコ                 |   | 14点 |                |                                                                                   |
| 36  | うらめしや〜         |   | 12点 |                | ブラインドの動きを使って屋敷に幽霊が姿を現すさまを表現                            |
| 37  | 歩行者用信号機       |   | 13点 |                |                                                                                   |
| 38  | カミナリ             |   | 14点 |                |                                                                                   |
| 39  | 蓄音機               |   | 14点 |                |                                                                                   |
| 40  | 打ち上げ花火         | ○ | 16点 |                |                                                                                   |
| 41  | 私が払います         | ○ | 18点 |                |                                                                                   |
| 42  | 豚の丸焼き           | ○ | 15点 |                | 出演:底ぬけAIR-LINE、自然隊、×-GUN                                                |

優勝 - 32番 ラジオ体操
ラジオ体操の曲に合わせて、ラジオ自身が体操を始める。第52回27番「あん馬」・第60回22番「フラミンゴ」に次いで3度目の優勝。前回の第63回25番「花火だよ!全員集合!!」で演技賞を受賞。
準優勝 - 22番 カップラーメン
サンバに乗せてカップラーメンが出来上がる過程を表現。
第3位 - 29番 お弁当箱の唄
母親が歌う『お弁当箱の唄(次第に加速していく)』に併せて3人の子供（当時）がおかずに扮する。会場はアンコールで盛り上がったが、末っ子が途中で演技を忘れる光景に審査員と会場の客は爆笑。
技術賞 - 14番 サザエの壺焼き
七輪の上のサザエの焼ける様子をリアルに表現。
努力賞 - 13番 ダンゴムシ
でんぐり返しの要領でリアルなダンゴムシを表現。ダンゴムシ役の子供が丸まろうと奮闘するさまに会場が爆笑。
ファンタジー賞 - 21番 とうもろこし畑
とうもろこし畑のとうもろこしが一気に皮を剥ぎ畑一面が黄色になる。
演技賞 - 23番 ドラムソロ
バスドラム、タム、スネア、シンバルに扮した人間が口ドラムをしながら動くことでドラムソロを表現。
ユーモア賞 - 24番 戦車
戦車を擬人化し、坂道発進などで奮闘する戦車の気持ちを表現。第60回23番「ショベルカー」を演じた一般男性の作品。あまりにも意味のわからない内容のため、19点になった際「なんか、審査員騙されてない?」と萩本が一言。
アイデア賞 - 19番 ペンギンの障害物競走
ブリッジの状態でペンギンの動きを表現。
- その他備考
  - 萩本欽一単独司会・概ねの番組原型スタイルでは最後の回。
  - 青島幸男が二院クラブ代表に復帰のため、この回を最後に降板、同時に審査員長枠もこの回を最後に消滅。
  - 不合格の演者が退場の際、かつて『スター誕生!』で欽ちゃんが叫んでいた「バンザ〜イ、なしよ!」を唱和。
  - 番組内で山崎邦正が次回となる第65回の出場を宣言。
  - 仮装大賞放送後、21:00からは『フードファイトスペシャル』にも欽ちゃんが悪役で出演。結果的に19:00 - 23:00は欽ちゃんが日本テレビを独占した事になる。
  - 関東ローカル限定での再放送時は、第65回の番組宣伝を兼ねて、同年12月12日に行われた香取慎吾との記者会見の模様が放送された。

## 第65回
欽ちゃん&香取慎吾の第65回新!仮装大賞
- 放送日 - 2002年1月1日（火）18:00 - 20:54 ※生放送
- 会場 - 東京・後楽園ホール
- ナレーター（仮装） - 堀敏彦（こま）
- 欽ちゃん&香取慎吾の仮装 - 獅子舞（欽ちゃんは第50回以来の2度目）
- 審査員 - 仮装（テーマ「世界の民族衣装」）
  - 磯野貴理子 - バリ島の花嫁
  - 福沢朗 - ロシアのルバシカ
  - 菊川怜 - スペインのフラメンコ
  - コロッケ - 中国の宮廷衣装
  - 藤田弓子 - 琉球の紅型（第53回以来の2度目）
  - 藤村俊二 - メキシコのポンチョ
  - 飯島愛 - インドのサリー（第53回以来の2度目）
  - ユースケ・サンタマリア - スペインのマタドール
  - 安達祐実 - オランダのチューリップ娘
  - 山本晋也 - スコットランドのキルト

作品について
- 応募総数 - 7731組
- 出場 - 50組
- 合格 - 43組
- 満点 - 9組
- 合格率 - 86.00%
- 満点率 - 18.00%

- 合格点 - 20点満点中15点以上
- 最高点 - 20点
- 最低点 - 11点
- 平均点 - 16.90点

| No. | 作品                        |   | 点数 | 賞             | 備考                                                                                                |
| --- | --------------------------- | - | ---- | -------------- | --------------------------------------------------------------------------------------------------- |
| 1   | ゆく年くる年                | ○ | 17点 |                | |
| 2   | 新年のごあいさつ            | ○ | 19点 |                | |
| 3   | おめでとうございます        | ○ | 20点 |                | 升や絵画などに扮した人間が、からだをひねるように回転することで、傘回しを表現                        |
| 4   | 南京玉すだれ                | ○ | 15点 |                | |
| 5   | 母娘の初夢                  | ○ | 16点 |                | |
| 6   | カンナがけ                  | ○ | 20点 | 技術賞         | |
| 7   | 福笑いでにらめっこ          | ○ | 15点 |                | 14点から繰り上げ合格                                                                                |
| 8   | からくり時計                | ○ | 20点 | ファンタジー賞 | |
| 9   | お正月                      | ○ | 18点 | 演技賞         | |
| 10  | 白いプレゼント              | ○ | 18点 |                | |
| 11  | エノキダケ                  |   | 13点 |                | 12点からトーク中に+1点                                                                              |
| 12  | タコ足配線                  | ○ | 16点 |                | |
| 13  | たこやき                    | ○ | 15点 |                | 14点から繰り上げ合格                                                                                |
| 14  | ゆでダコ                    | ○ | 15点 |                | |
| 15  | 電動介護ベッド              | ○ | 19点 | アイデア賞     | |
| 16  | ポップコーン                | ○ | 17点 |                | |
| 17  | 枯れ葉                      | ○ | 19点 | 優勝           | 満点0組の第53回21番「ドリブル」以来4年ぶりの19点の優勝作品                                          |
| 18  | 掃除機                      | ○ | 18点 |                | バレーボールのトスで、掃除機の中のごみの動きを表現                                                  |
| 19  | 100Mハードル走              | ○ | 18点 | ユーモア賞     | |
| 20  | ピットイン                  | ○ | 20点 | 第3位          | |
| 21  | いろんな犬                  | ○ | 17点 |                | お腹で様々な犬を表現。「GO」系統の作品。第58,85回優勝組                                             |
| 22  | 運動会                      | ○ | 20点 | 準優勝         | |
| 23  | 縄のれん                    | ○ | 18点 | 努力賞         | 第67回優勝組                                                                                        |
| 24  | タックルの瞬間              |   | 14点 |                | ラグビーのタックルの瞬間を一人で再現                                                                |
| 25  | 弱肉強食                    | ○ | 15点 |                | |
| 26  | クモの巣                    | ○ | 17点 |                | |
| 27  | 貴婦人のティータイム        | ○ | 15点 |                | |
| 28  | 海亀の涙                    |   | 14点 |                | |
| 29  | クモの子を散らす            | ○ | 15点 |                | 子供たちがブリッジで移動することで、蜘蛛が逃げ回る様子を表現                                        |
| 30  | 山水画                      | ○ | 18点 |                | 髭面で山水画を表現。第56回「ハト」の演者の作品                                                      |
| 31  | いろんな「チュー」          | ○ | 19点 |                | 男性が「星の降る街角」に合わせて、チューのつくものをダジャレで表現。「いろんな〇〇シリーズ」の1作品 |
| 32  | 池の鯉                      | ○ | 20点 |                | 出演:草彅剛・鈴木おさむ マシュマロキャッチで鯉の餌やりを表現                                        |
| 33  | 食虫植物                    | ○ | 18点 |                | 大勢の人間が腹筋運動をして、食虫植物を表現                                                          |
| 34  | ふんころがしのふん          | ○ | 19点 |                | |
| 35  | ゴキブリの運命              | ○ | 17点 |                | |
| 36  | 輪投げ                      | ○ | 18点 |                | 大量の人間が円形に並び、海老反りでお互いを支え合うことで、輪投げの輪を表現                          |
| 37  | 北海の荒波                  | ○ | 20点 |                | ソーラン節で北海道の荒波を表現 18点からトーク中に+2点                                               |
| 38  | 動物の好きな食べ物          | ○ | 20点 |                | |
| 39  | ポロ競技                    | ○ | 15点 |                | 出演:山崎邦正                                                                                       |
| 40  | 雪ダルマの運命              | ○ | 18点 |                | 第38回優勝組                                                                                        |
| 41  | 若松監督の胴上げ            |   | 11点 |                | |
| 42  | Oh!ストッキング             | ○ | 15点 |                | |
| 43  | 通り雨の波紋                | ○ | 16点 |                | 紐を高速で回転させて水たまりの波紋を表現                                                            |
| 44  | ジェームズ・ボンドを照らせ! | ○ | 18点 |                | |
| 45  | この手の音なーんだ?         | ○ | 15点 |                | 手をたたいたり、こすり合わせたりすることで様々な物の音や鳴き声を表現 第72回優勝組                   |
| 46  | アコーディオン              | ○ | 17点 |                | |
| 47  | あしたのジョー              | ○ | 20点 |                | 3人の男性が腕などを使ってあしたのジョーの試合を表現 第86回優勝組                                    |
| 48  | 枯れ木に花を咲かせましょう  |   | 13点 |                | |
| 49  | 津軽三味線                  |   | 11点 |                | |
| 50  | 活動大写真                  |   | 14点 |                | 第26回優勝組                                                                                        |

優勝 - 17番 枯れ葉
散り積もった枯れ葉が風に舞って様々な形に仮装。19点優勝は満点0組の第53回21番「ドリブル」以来4年ぶりで、20点満点が出た中で19点が優勝するのは第51回19番「トランプシャッフル」以来5年ぶり。飯島愛が1点しか入れなかった理由が作品とは無関係であり、演技を絶賛していたことを考慮すると、実質20点満点だったと考えられる。
準優勝 - 22番 運動会
新体操の動きを使って障害物競走や大玉ころがし、最後は綱引きを表現。
第3位 - 20番 ピットイン
台車の上に子供たちが重なり合って乗り込みF1カーを作り上げ、最後は動き出す。
技術賞 - 6番 カンナがけ
歯を刃に見立て口からティッシュペーパーを吐き出しリアルなかんな削りを表現。
努力賞 - 23番 縄のれん
一般の女子高生達が鉄棒にぶら下がり、体を左右に揺らすことで居酒屋の縄のれんの動きを表現。入店が1人の時と2人の時で揺らす方向を変えている。
ファンタジー賞 - 8番 からくり時計
一般の女子高生達が一輪車を使い、からくり時計の人形の動きをスムーズに表現。
演技賞 - 9番 お正月
『お正月』の唄を歌いながら独楽や鞠つき、羽子板を表現。
ユーモア賞 - 19番 100Mハードル走
一般の女の子が足をハードルに見立て、作り物の足を見せることでハードル走を表現。
アイデア賞 - 15番 電動介護ベッド
人間の腹筋運動を利用してベッドの動きを表現。
- その他備考
  - 司会に香取慎吾が初参加。なお、放送前には2001年12月12日に欽ちゃん&香取慎吾が日本テレビにて記者会見を実施。ワイドショーやスポーツ誌にも取り上げられた。
  - 香取参入を期にセットを3年ぶりにリニューアル。床の菱形模様は水色になる。得点パネルの各点数の横幅が若干短くなり、14点と15点の境目にある赤電球が9個から8個に。また、この回のみ中央幕上のパネルがオープニング時に点滅。
  - テーマ曲がアレンジバージョンに。
  - 番組史上初の3時間生放送を敢行、生放送は第50回以来5年ぶり。
  - オープニングは舞台裏での司会者によるトークからスタートした。
  - 香取慎吾が初司会を務めるという事で、香取に内緒で草彅剛が放送作家の鈴木おさむと一緒に、32番「池の鯉」という作品で出場。この時、香取は驚いてパニックになった末に、顔をよく確かめようと演技の邪魔ばかりしていたのだが、それでも20点満点を取った。
  - 香取参入を期に、表彰時に優勝者・準優勝・第3位に渡される、小切手ボードのデザインから第1回より一貫して使用されていた萩本のイラストが消滅。
  - 48番「枯れ木に花を咲かせましょう」では演技中に採点が始まるというハプニングが発生。欽ちゃんに促されて最後まで演じきったものの結果は13点で不合格。皮肉にもこれの対となると思われる17番「枯れ葉」が優勝する結果となった。
  - 合格作品のダイジェストで18番の映像が飛ばされる。そのため、堀アナウンサーが「18番、掃除機、18点」とアナウンスをしている時に19番の映像が流れていた。作品と映像が合致するように、堀アナウンサーは「19番 100Mハードル走 18点」をかなり早口で言い、20番「ピットイン」で間に合わせた。

## 第66回
欽ちゃん&香取慎吾の第66回全日本仮装大賞
- 放送日 - 2002年4月12日（金）19:00 - 20:54
- 収録日 - 2002年4月6日（土）
- 会場 - 千葉・幕張メッセイベントホール
- ナレーター（仮装） - 堀敏彦（サッカーボール）
- 欽ちゃん&香取慎吾の仮装 - サッカー日本代表（欽ちゃんは第60回以来の2度目）
- 審査員 - 仮装（テーマ「スポーツ選手」）
  - 山崎邦正 - ポロ競技
  - 久本雅美 - チアリーダー
  - セイン・カミュ - アメリカンフットボール
  - 藤村俊二 - ツール・ド・フランス
  - 藤田弓子 - 弓道（第34,40回以来の3度目）
  - 高橋英樹 - ゴルフ
  - 松本志のぶ - ソフトボール
  - ユースケ・サンタマリア - ドジャース石井一久
  - 山口もえ - F1レーサー
  - 山本晋也 - 剣道

作品について
- 応募総数 - 5304組
- 出場 - 36組
- 合格 - 26組
- 満点 - 5組
- 合格率 - 72.22%
- 満点率 - 13.89%

- 合格点 - 20点満点中15点以上
- 最高点 - 20点
- 最低点 - 8点
- 平均点 - 15.81点

| No. | 作品                           |   | 点数 | 賞             | 備考                   |
| --- | ------------------------------ | - | ---- | -------------- | ---------------------- |
| 1   | デッドヒート                   | ○ | 18点 |                |                        |
| 2   | 天才空手少年                   | ○ | 15点 |                |                        |
| 3   | ピアノの特訓                   | ○ | 20点 | 努力賞         | 第78回優勝組           |
| 4   | 消化のしくみ                   | ○ | 16点 |                |                        |
| 5   | 結婚式                         | ○ | 19点 | 技術賞         |                        |
| 6   | コーラ                         | ○ | 15点 |                |                        |
| 7   | がんばれ!海亀                  | ○ | 20点 | 第3位          |                        |
| 8   | ダンボ                         | ○ | 15点 |                |                        |
| 9   | ボディーブレード               |   | 14点 |                | 出演:末高斗夢          |
| 10  | ピクミン                       |   | 11点 |                | 第38回優勝組           |
| 11  | ウルトラマン                   | ○ | 17点 |                |                        |
| 12  | カツオの一本釣り               | ○ | 20点 | 準優勝         |                        |
| 13  | ジェットコースター             | ○ | 16点 |                |                        |
| 14  | エビ天丼                       | ○ | 18点 |                |                        |
| 15  | 探険家                         |   | 14点 |                |                        |
| 16  | 千切りの実演                   | ○ | 18点 | アイデア賞     |                        |
| 17  | クラゲの対決                   | ○ | 15点 |                | 14点から繰り上げ合格   |
| 18  | テレフォンショッピング         | ○ | 17点 |                |                        |
| 19  | モーグル                       | ○ | 20点 |                | 第58,85回優勝組        |
| 20  | 驚異の太モモ・清水宏保         | ○ | 15点 |                |                        |
| 21  | ドラゴン怒りの計算             | ○ | 18点 | ユーモア賞     | 第86回優勝組           |
| 22  | 竜巻の恐怖                     |   | 14点 |                | 13点からトーク中に+1点 |
| 23  | 千と千尋の神隠し               | ○ | 18点 | 演技賞         |                        |
| 24  | 学校の鏡                       | ○ | 20点 | 優勝           |                        |
| 25  | 長い夜                         | ○ | 15点 |                | 出演:梶原比出樹チーム  |
| 26  | 私のわんちゃん                 |   | 14点 |                |                        |
| 27  | 鮒子のお見合い写真             |   | 08点 |                | 出演:椿鮒子            |
| 28  | 線香花火                       |   | 10点 |                |                        |
| 29  | 人力ロケット大発明             | ○ | 19点 |                |                        |
| 30  | 吹き上げのおもちゃ             |   | 10点 |                | 9点からトーク中に+1点  |
| 31  | 大リーグボール                 | ○ | 16点 |                |                        |
| 32  | ワールドカップ決勝トーナメント |   | 11点 |                |                        |
| 33  | 二人のハートカクテル           | ○ | 15点 |                |                        |
| 34  | ガイコツ山の一夜               |   | 12点 |                | 第26回優勝組           |
| 35  | 天気予報                       | ○ | 19点 | ファンタジー賞 |                        |
| 36  | スリーセブン                   | ○ | 17点 |                |                        |

優勝 - 24番 学校の鏡
小学校の朝の風景を鏡で表現。音楽なしで、横の動きだけでなく、奥行きの動きも。
準優勝 - 12番 カツオの一本釣り
ダイビングしてカツオの動きを表現。
第3位 - 7番 がんばれ!海亀
巨大バルーンで海亀を表現。
技術賞 - 5番 結婚式
逆立ち状態でケーキ入刀や男女のキスシーンをユーモラスに表現。
努力賞 - 3番 ピアノの特訓
逆立ちで足の動きをメトロノームに見立てて表現。
ファンタジー賞 - 35番 天気予報
オネエ口調の日本列島がユーモラスな天気予報を展開する。
演技賞 - 23番 千と千尋の神隠し
映画に登場するキャラクターを体の一部を使って表現。
ユーモア賞 - 21番 ドラゴン怒りの計算
ブルース・リーのモノマネでユニークな計算をする。第86回優勝者の作品。
アイデア賞 - 16番 千切りの実演
普通の千切りのはずがいつの間にか不思議な千切りを展開。
- その他備考
  - 香取慎吾がSMAPのツアーに参加するため、春大会の開催時期をずらし19年ぶりに4月に開催。
  - 13年振りに後楽園ホールを離れ、千葉市幕張メッセで開催。
  - 作品紹介時に各チームを一言ずつコメント入りで紹介。
  - この回のテロップは第64回以前のもの。第65回以降では唯一。
  - この回から演技中だけでなく、トーク中にもタイトル字幕が表記される。
  - 14番「エビ天丼」の演技終了後、エビ天に扮した演者（一般女性フリーター）が重箱（段ボールの中にご飯に似せた玉が入っている）から出られなくなるハプニングが発生。欽ちゃんと香取・黒子（スタッフ）が救出するが、その救出中に演者が叫んでいたため会場は爆笑。
  - 雷波少年に出演していたタレントの椿鮒子が27番「鮒子のお見合い写真」で出場したが8点で不合格。なお、鮒子自身の顔面に大量のビニール袋が包んでいたため、「危険ですので絶対にマネしないでください」とテロップが流れた。
  - 合格作品ダイジェストの際に一言コメントが挿入される。

## 第67回
欽ちゃん&香取慎吾の第67回全日本仮装大賞
- 放送日 - 2002年9月20日（金）19:00 - 20:54
- 収録日 - 2002年9月15日（日）
- 会場 - 東京・後楽園ホール
- ナレーター（仮装） - 堀敏彦（本箱）
- 欽ちゃん&香取慎吾の仮装 - 宮本武蔵&佐々木小次郎
- 審査員 - 仮装（テーマ「小説の主人公」）
  - 久本雅美 - メリー・ポピンズ
  - 山咲トオル - 光源氏
  - 麻木久仁子 - ハリー・ポッター
  - 藤村俊二 - シャーロック・ホームズ
  - 藤田弓子 - 伊豆の踊り子
  - 高橋英樹 - リア王
  - 豊田順子 - 三蔵法師
  - ユースケ・サンタマリア - 三銃士
  - 小池栄子 - ジュリエット
  - 山本晋也 - ピーター・パン

作品について
- 応募総数 - 5621組
- 出場 - 39組
- 合格 - 31組
- 満点 - 10組
- 合格率 - 79.49%
- 満点率 - 25.64%

- 合格点 - 20点満点中15点以上
- 最高点 - 20点
- 最低点 - 9点
- 平均点 - 16.95点

| No. | 作品                       |   | 点数 | 賞             | 備考                                                               |
| --- | -------------------------- | - | ---- | -------------- | ------------------------------------------------------------------ |
| 1   | 流しそうめん               | ○ | 17点 |                |                                                                    |
| 2   | 乾杯!                      | ○ | 15点 |                |                                                                    |
| 3   | おいしい夏みかん           | ○ | 18点 |                |                                                                    |
| 4   | 鬼瓦                       | ○ | 18点 |                |                                                                    |
| 5   | サーフィン                 |   | 13点 |                |                                                                    |
| 6   | ペナルティーキック         | ○ | 20点 | 努力賞         | 19点からトーク中に+1点                                             |
| 7   | 揚げ物の油                 | ○ | 18点 |                |                                                                    |
| 8   | 夏休みの思い出             | ○ | 19点 |                |                                                                    |
| 9   | カブ                       | ○ | 15点 |                |                                                                    |
| 10  | トランポリン               | ○ | 15点 |                |                                                                    |
| 11  | 金太郎飴                   |   | 14点 |                |                                                                    |
| 12  | コーヒータイム             |   | 11点 |                |                                                                    |
| 13  | 星座                       | ○ | 20点 |                | プロレスの技で星座を表現                                           |
| 14  | お父さんのリラックスタイム |   | 12点 |                |                                                                    |
| 15  | 新体操・輪                 | ○ | 20点 | 演技賞         |                                                                    |
| 16  | カエルの障害物競走         |   | 13点 |                |                                                                    |
| 17  | じゃがバター               | ○ | 19点 |                |                                                                    |
| 18  | 審査員のランプ             | ○ | 20点 | 第3位          | 19点からトーク中に+1点(後述)                                       |
| 19  | バスケットボールの影       | ○ | 20点 | 優勝           |                                                                    |
| 20  | グラスボートから見た海の中 | ○ | 18点 |                |                                                                    |
| 21  | ボクシングゲーム           | ○ | 19点 | アイデア賞     |                                                                    |
| 22  | 台湾式飲茶                 | ○ | 20点 | 技術賞         | 台湾からの出場                                                     |
| 23  | 臨時ニュース               | ○ | 18点 |                |                                                                    |
| 24  | 風速計                     | ○ | 19点 |                | 180度開脚の状態で逆立ちをして、回ることで風速計を表現 第78回優勝組 |
| 25  | ジュゴン                   | ○ | 19点 | ファンタジー賞 | 出演:梶原比出樹チーム                                              |
| 26  | へび花火                   |   | 12点 |                |                                                                    |
| 27  | 赤とんぼ                   | ○ | 20点 |                |                                                                    |
| 28  | ロケットマン               | ○ | 20点 | ユーモア賞     |                                                                    |
| 29  | 折り紙                     | ○ | 15点 |                | 13点から繰り上げ合格                                               |
| 30  | いろんな箱                 | ○ | 20点 |                |                                                                    |
| 31  | 平家ガニの引越し           | ○ | 17点 |                | 出演:トミーズ雅                                                    |
| 32  | 私たちの演奏会             |   | 13点 |                |                                                                    |
| 33  | テレビショッピング         | ○ | 15点 |                |                                                                    |
| 34  | 僕の髪の毛                 | ○ | 17点 |                |                                                                    |
| 35  | 怪談・トイレの合わせ鏡     | ○ | 20点 | 準優勝         |                                                                    |
| 36  | ボウリング                 | ○ | 18点 |                | ストライクの瞬間を逆再生とリプレイで表現                           |
| 37  | 三枚の葉                   |   | 09点 |                |                                                                    |
| 38  | 海に浮かぶブイ             | ○ | 16点 |                |                                                                    |
| 39  | UFOキャッチャー            | ○ | 19点 |                |                                                                    |

優勝 - 19番 バスケットボールの影
台車を敷いて寝そべり、ヨーヨーを操作する黒子が、バスケットボールのドリブル、壁パス、シュートまでの影の動きをリアルに表現。
準優勝 - 35番 怪談・トイレの合わせ鏡
トイレの合わせ鏡の前で起こる怪奇現象を表現。
第3位 - 18番 審査員のランプ
中学生たちが、顔をランプに見立て、仮装大賞の審査員席を仮装で表現。最後は自分たちの作品を評価して満点にしてしまう。藤村が自分の2点目のランプ役の顔がずれていたことから2点目を入れていなかったが、香取のフォローで満点を獲得。
技術賞 - 22番 台湾式飲茶
台湾人女性二人が、ウーロン茶、鶏の脚、最後は粉に顔面を突っ込み小籠包を表現。
努力賞 - 6番 ペナルティーキック
お尻をサッカーボールに見立てペナルティーキックを表現。第77回31番「トンネル開通」を演じた少年の作品。
ファンタジー賞 - 25番 ジュゴン
体の様々な部位の特徴を活かし遠近法を用いてジュゴンの群れをユーモラスに表現。最多優勝チームの作品。
演技賞 - 15番 新体操・輪
第57,58回に登場した新体操作品のリング編。
ユーモア賞 - 28番 ロケットマン
当時放送されていたCMをヒントにした作品。自身の足をロケット噴射の炎に見立て、ロケットマシーンでおじさんが宙を飛び回る。
アイデア賞 - 21番 ボクシングゲーム
脚の動きをボクシングゲームの人形に見立てコミカルな動きを表現。
- その他備考
  - 出場方法にインターネット方式を採用、番組内でも宣伝を実施。
  - 仮装大賞の音声はステレオが基本であるが、この回はモノラル放送。
  - 常連の第58,85回優勝者が本選に出場できなかったのは第60回以来となり、第69回まで出場できなかった。
  - 5番『サーフィン』で加点された状態の得点ランプを6番『ペナルティーキック』の演技後もリセットしなかったため、13点から採点されるハプニングが発生。1点加点された直後にリセットされ正式な採点に移行した。
  - 22番『台湾式飲茶』は第55回25番『焼きはまぐり』を演じたチームによる作品。
  - 本放送終了後、『1億人の大質問!?笑ってコラえて!』の『日本列島・女子高生の旅』で優勝チームの密着ドキュメントが放送された。

## 第68回
欽ちゃん&香取慎吾の第68回全日本仮装大賞
- 放送日 - 2003年1月1日（水）18:00 - 20:54 ※生放送
- 会場 - 東京・後楽園ホール
- ナレーター（仮装） - 堀敏彦（奴凧）
- 欽ちゃん&香取慎吾の仮装 - 火消し（欽ちゃんは第26,44回以来の3度目）
- 審査員 - 仮装（テーマ「世界の民族衣装」）
  - 磯野貴理子 - フランス人形
  - コロッケ - スイスのチロル
  - さとう珠緒 - オランダのチューリップ娘
  - 坂上二郎 - 中国の宮廷衣装
  - 藤田弓子 - インドのサリー（第32,44,56回以来の4度目）
  - 藤村俊二 - メキシコのポンチョ
  - 柴田倫世 - タイの王宮衣装
  - 関根勤 - トルコの武装着
  - 山口もえ - 日本の振袖
  - 山本晋也 - イギリス近衛兵

作品について
- 応募総数 - 8270組
- 出場 - 46組+スペシャル仮装3組
- 合格 - 39組
- 満点 - 8組
- 合格率 - 84.78%
- 満点率 - 17.39%

- 合格点 - 20点満点中15点以上
- 最高点 - 20点
- 最低点 - 5点
- 平均点 - 16.50点

| No. | 作品                       |    | 点数 | 賞             | 備考                                                                         |
| --- | -------------------------- | -- | ---- | -------------- | ---------------------------------------------------------------------------- |
| SP  | おみこし                   | － |      | （対象外）     | スペシャル仮装。出演:チンパンジー・ももちゃん                                |
| 1   | 除雪車                     | ○  | 16点 |                |                                                                              |
| 2   | ぼくの羊                   | ○  | 17点 |                |                                                                              |
| 3   | 僕のお正月                 | ○  | 15点 |                |                                                                              |
| 4   | 初夢                       | ○  | 17点 |                |                                                                              |
| 5   | 魔法の鏡                   |    | 13点 |                |                                                                              |
| 6   | ゴキブリの運命             | ○  | 16点 |                |                                                                              |
| 7   | モーニング娘。のコンサート | ○  | 20点 | 演技賞         |                                                                              |
| 8   | ししおどし                 | ○  | 19点 |                |                                                                              |
| 9   | ホールインワン             |    | 13点 |                |                                                                              |
| 10  | ブームを呼んだ動物たち     | ○  | 15点 |                | 第38回優勝組                                                                 |
| 11  | お相撲さんの雑煮           | ○  | 16点 |                |                                                                              |
| 12  | オルゴール                 | ○  | 19点 | 努力賞         |                                                                              |
| 13  | かごや                     |    | 14点 |                |                                                                              |
| 14  | テレビショッピング         | ○  | 18点 |                |                                                                              |
| 15  | 火山の噴火                 |    | 13点 |                |                                                                              |
| 16  | パンチングボール           | ○  | 16点 |                |                                                                              |
| 17  | 虫歯の治療                 | ○  | 19点 | ユーモア賞     |                                                                              |
| 18  | 競馬場のオヤジ             | ○  | 15点 |                | 3人の女の子がジョッキーと観客席のおやじを交互に演じる作品                    |
| 19  | 白鳥の湖                   | ○  | 16点 |                |                                                                              |
| 20  | 海亀の産卵                 | ○  | 20点 | 第3位          |                                                                              |
| 21  | 静電気                     | ○  | 15点 |                |                                                                              |
| 22  | 学校の教材                 | ○  | 19点 | 技術賞         |                                                                              |
| 23  | 透明人間のサンタクロース   | ○  | 17点 |                |                                                                              |
| 24  | 噴水で世界一周             | ○  | 17点 |                |                                                                              |
| 25  | ホールインワン             | ○  | 20点 | アイデア賞     |                                                                              |
| 26  | けん玉                     | ○  | 15点 |                |                                                                              |
| 27  | Mr.マジック                | ○  | 17点 |                |                                                                              |
| SP  | 謹賀新年                   | － |      | （対象外）     | スペシャル仮装。出演:引田天功                                                |
| SP  | キングコング               | － |      | （対象外）     | スペシャル仮装。出演:チンパンジー・ももちゃん                                |
| 28  | シンクロナイズドスイミング | ○  | 20点 | ファンタジー賞 |                                                                              |
| 29  | お口の臭い消し             |    | 12点 |                | 第57回優勝組                                                                 |
| 30  | お命頂戴!                  | ○  | 16点 |                |                                                                              |
| 31  | いろんな映画               | ○  | 20点 | 準優勝         |                                                                              |
| 32  | 波                         | ○  | 15点 |                |                                                                              |
| 33  | 足踏みポンプ               |    | 13点 |                |                                                                              |
| 34  | フォークリフト             | ○  | 20点 |                | 第78回優勝組                                                                 |
| 35  | 四季                       | ○  | 20点 | 優勝           |                                                                              |
| 36  | ピロピロ笛でいろいろ       | ○  | 16点 |                |                                                                              |
| 37  | ズレた!                    | ○  | 15点 |                |                                                                              |
| 38  | 大きな古時計               | ○  | 16点 |                | 13点から繰り上げ合格                                                         |
| 39  | 街が唄えば…                | ○  | 19点 |                | 出演:チュチュチュファミリー 5人出場                                          |
| 40  | 万華鏡                     | ○  | 17点 |                |                                                                              |
| 41  | 瀬戸の花嫁                 | ○  | 20点 |                |                                                                              |
| 42  | 雨上がりの少女             | ○  | 17点 |                | 水たまりに映る少女や波紋を表現。第67回優勝組                                 |
| 43  | サファリパーク             | ○  | 15点 |                |                                                                              |
| 44  | 2人の恋愛日記              | ○  | 19点 |                | 幼馴染のカップルが幼稚園から結婚するまでの人生を乗り物を中心として描いた作品 |
| 45  | ラグビーでクリスマス       | ○  | 17点 |                |                                                                              |
| 46  | ジャグジー                 |    | 05点 |                | 出演:山崎邦正 後輩芸人と共に参加                                             |

優勝 - 35番 四季
手だけで表現された独特の世界。
準優勝 - 31番 いろんな映画
いろんなシリーズの映画編。インディージョーンズの鼻歌に合わせて展開。
第3位 - 20番 海亀の産卵
口から沢山のピンポン玉を吐き出すように見えるトリックを使って海亀の産卵を表現（実際は口のピンポン玉を引っ込めるタイミングに合わせて、首元にある穴からピンポン玉を出している）。
技術賞 - 22番 学校の教材
ラジオ体操に併せて様々な学校教材を組体操で表現。
努力賞 - 12番 オルゴール
頭と脚をオルゴールの針に見立て『大きな古時計』を奏でる。
ファンタジー賞 - 28番 シンクロナイズドスイミング
様々なカメラアングルからシンクロをする様子を表現。
演技賞 - 7番 モーニング娘。のコンサート
小さなセットの中でコンサートの様々な仕掛けを一人で表現。第50回7番「バッティングセンター」でアイデア賞を獲得し、第74回17番「マツケンサンバin東京ドーム」で第68回と同じ賞を獲得し、第72回26番「弓道日本一」・第82回24番「ロケット発射」・第92回29番「ひとりアナ雪」・第94回9番「見上げてごらん夜の星を」・第98回19番「ラテアート」でユーモア賞を獲得する。
ユーモア賞 - 17番 虫歯の治療
脚を唇に見立てユニークな治療を展開する。
アイデア賞 - 25番 ホールインワン
口移し方式でホールインワンを表現。3回失敗したが満点。
- その他備考
  - エキシビジョンコーナーが初登場。※スペシャル仮装は審査対象外
  - 坂上二郎が審査員として第35回以来11年ぶりに登場。コント55号らしい欽ちゃんとのやり取りで盛り上げた。

## 第69回
欽ちゃん&香取慎吾の第69回全日本仮装大賞
- 放送日 - 2003年3月31日（月）19:00 - 20:54
- 収録日 - 2003年3月30日（日）
- 会場 - 東京・後楽園ホール
- ナレーター（仮装） - 堀敏彦（キャディ）
- 欽ちゃん&香取慎吾の仮装 - 巨人&ヤンキースの松井
- 審査員 - 仮装（テーマ「スポーツ選手」）
  - 小池栄子 - 剣道
  - 山崎邦正 - ムエタイ
  - 優香 - 乗馬
  - 柴田理恵 - ゲートボール
  - 藤村俊二 - F1レーサー
  - 藤田弓子 - ソフトボール（第49,55回以来の3度目）
  - グッチ裕三 - サッカー・ベッカム
  - 森富美 - フェンシング
  - ベッキー - アメリカンフットボール
  - 山本晋也 - ラグビー

作品について
- 応募総数 - 4972組
- 出場 - 32組+スペシャル仮装1組
- 合格 - 28組
- 満点 - 10組
- 合格率 - 87.50%
- 満点率 - 31.25%

- 合格点 - 20点満点中15点以上
- 最高点 - 20点
- 最低点 - 10点
- 平均点 - 16.97点

| No. | 作品                               |    | 点数 | 賞             | 備考                                                         |
| --- | ---------------------------------- | -- | ---- | -------------- | ------------------------------------------------------------ |
| 1   | 大かがり火                         | ○  | 15点 |                |                                                              |
| 2   | 小坊主の修行                       | ○  | 18点 |                |                                                              |
| 3   | 朝顔                               | ○  | 16点 |                |                                                              |
| 4   | 大漁だ!                            | ○  | 20点 | 技術賞         |                                                              |
| 5   | バックスピンでホールインワン       | ○  | 15点 |                |                                                              |
| 6   | 地球                               | ○  | 17点 | 演技賞         |                                                              |
| 7   | インディ・ジョーンズ地下室の探険   | ○  | 18点 |                | 第67回優勝組                                                 |
| 8   | 導火線                             | ○  | 20点 |                |                                                              |
| 9   | かぶと虫                           | ○  | 15点 |                | 14点から繰り上げ合格                                         |
| 10  | スーパーマン                       | ○  | 17点 |                |                                                              |
| 11  | 白と黒の舞い                       | ○  | 20点 | 第3位          | 第86回優勝組                                                 |
| 12  | メリーゴーランド                   | ○  | 20点 | ファンタジー賞 |                                                              |
| 13  | 水槽の中の金魚                     | ○  | 16点 |                |                                                              |
| 14  | 誕生                               | ○  | 20点 |                |                                                              |
| 15  | ちょうちょ                         | ○  | 20点 | ユーモア賞     |                                                              |
| 16  | 巌流島の決闘                       | ○  | 15点 |                | 出演:美郷町立仙南東小学校5年生35人                           |
| 17  | チャイコフスキー作「割り箸の踊り」 |    | 12点 |                |                                                              |
| 18  | バレーボールの特訓                 | ○  | 15点 |                |                                                              |
| 19  | 新からくり殿様人形                 | ○  | 15点 |                | 14点から繰り上げ合格                                         |
| 20  | いろんなハカリ                     | ○  | 20点 | アイデア賞     |                                                              |
| 21  | 満員電車                           | ○  | 19点 |                | 太ったお腹を使って満員電車で乗客が扉にひっかる様子を再現     |
| SP  | モーニング娘。のお化けのカーニバル | － |      | （対象外）     | スペシャル仮装。出演:モーニング娘。                          |
| 22  | 吊り橋                             | ○  | 19点 | 努力賞         |                                                              |
| 23  | バケツリレー                       | ○  | 16点 |                |                                                              |
| 24  | スキューバダイビング               |    | 12点 |                |                                                              |
| 25  | マルチアクションスロー             | ○  | 20点 | 準優勝         | 第54回優勝組                                                 |
| 26  | 相撲の稽古                         | ○  | 18点 |                |                                                              |
| 27  | 乾杯!                              | ○  | 18点 |                |                                                              |
| 28  | 視力検査                           |    | 10点 |                |                                                              |
| 29  | ピンポン                           | ○  | 20点 | 優勝           | 出演:梶原比出樹チーム                                        |
| 30  | ドラム合戦                         | ○  | 16点 |                | 口元にドラマーの絵を張り付け、息を吹きかけてドラムソロを表現 |
| 31  | ロウソク                           |    | 11点 |                |                                                              |
| 32  | 汽車の窓                           | ○  | 20点 |                | 第26回優勝組                                                 |

優勝 - 29番 ピンポン
2人のジャージ姿の中学生の超絶卓球対決。映画『マトリックス』のワイヤーアクションやバレットタイムを凌ぐアクションやカメラワークを人力だけで表現。仮装大賞ホームページ上の映像が海外のブログで爆発的に評判となり、これがきっかけでこの仮装を行ったチームは2004年のペプシの欧州CFにアイデアを提供し撮影協力もした。最多優勝チームの作品。
準優勝 - 25番 マルチアクションスロー
イチローがボールを打つ瞬間をリアルに表現。第54回優勝者の作品。
第3位 - 11番 白と黒の舞い
ブルース・リーとバレリーナを交互に見せコミカルな動きを表現。第86回優勝者の作品。
技術賞 - 4番 大漁だ!
顔に描いた漁師を動かして網を引く様子をユーモラスに表現。
努力賞 - 22番 吊り橋
壊れた吊り橋を前に困っている老人のために、大勢の子供たちが一瞬にして吊り橋になり老人を渡らせてあげる。
ファンタジー賞 - 12番 メリーゴーランド
一輪車を使ってメリーゴーランドの動きを表現。出場者である一般の小学生（当時）は、この収録で小学校を卒業済みの6年生の卒業記念として参加した。
演技賞 - 6番 地球
スキンヘッドの頭に地球を描き、赤道・日付変更線・太陽系などをコミカルに表現。
ユーモア賞 - 15番 ちょうちょ
まぶたに2枚の紙を付けて、瞬きを蝶の羽根の動きに見立てた作品。
アイデア賞 - 20番 いろんなハカリ
いろんなシリーズのハカリ編。
- その他備考
  - 初の3月本選。
  - この回より出場者の紹介VTRが各作品前に挿入された。各担当スタッフ自らが出場者を撮影し編集したもので、出場者がより身近な存在に感じられたが、それにより出場組数が大幅に減少[要出典]。
  - 9番『かぶと虫』と30番『ドラム合戦』は親子それぞれで挑戦。
  - この回をもって、作家の河野洋が担当から退いた。その関係で、妻である女優の藤田弓子もこの回をもって審査員から退いた。
  - 番組初期から恒例になっていた、3組目終了後に審査員が加点しながらナレーションが仮装大賞のルール説明をするという形式がこの回をもって廃止された。そのためルール説明の頭で行っていた堀の自己紹介も、この回以降はオープニングの審査員紹介と萩本・香取の入場の間にするようになった。ただし、第81回に審査員5人・持ち点4点制にルール変更された際に、番組冒頭で同じように行われた。

## 第70回
欽ちゃん&香取慎吾の第70回新!仮装大賞
- 放送日 - 2003年9月28日（日）18:55 - 20:54 ※一部地域は19:00 - 20:54
- 収録日 - 2003年9月14日（日）
- 会場 - 東京・後楽園ホール
- ナレーター（仮装） - 堀敏彦（本箱）
- 欽ちゃん&香取慎吾の仮装 - シャーロック・ホームズ&怪盗ルパン
- 審査員 - 仮装（テーマ「小説の主人公」）
  - 久本雅美 - アニーよ銃を取れ
  - 北澤豪 - 姿三四郎
  - 小池栄子 - 風と共に去りぬ
  - 藤村俊二 - ピーターパン
  - 吉行和子 - ハリー・ポッターシリーズのハリー
  - 高橋英樹 - リア王
  - 磯野貴理子 - 赤毛のアン
  - 中川家 - フランダースの犬のネロ（礼二）、パトラッシュ（剛）
  - 馬場典子 - 伊豆の踊子
  - 山本晋也 - 星の王子さま

作品について
- 応募総数 - 5287組
- 出場 - 33組+スペシャル仮装2組
- 合格 - 26組
- 満点 - 10組
- 合格率 - 78.79%
- 満点率 - 30.30%

- 合格点 - 20点満点中15点以上
- 最高点 - 20点
- 最低点 - 9点
- 平均点 - 16.79点

| No. | 作品                       |    | 点数 | 賞             | 備考 |
| --- | -------------------------- | -- | ---- | -------------- | --- |
| 1   | 体育会系イソギンチャク     | ○  | 15点 |                | |
| 2   | マッサージ機               |    | 10点 |                | |
| 3   | 負けるもんか!              | ○  | 17点 |                | |
| 4   | カエルの歌                 | ○  | 19点 | 努力賞         | |
| 5   | タンポポの綿毛の冒険       |    | 12点 |                | 後に久本、中川家と共に審査員だった第97回32番「津軽海峡・冬景色」(14点)も不合格。                                                                      |
| 6   | キャンプファイヤー         | ○  | 17点 |                | |
| 7   | 手裏剣                     | ○  | 20点 | ユーモア賞     | |
| 8   | 少林サッカー               | ○  | 20点 | ファンタジー賞 | |
| 9   | 小鳥の誕生                 | ○  | 15点 |                | 12点から繰り上げ合格。第69回15番「ちょうちょ」の演者の作品                                                                                            |
| 10  | 夏休みの体操               | ○  | 17点 |                | 後に久本、中川家と共に審査員だった第97回12番「竹馬探検隊」(12点・不合格)のチーム作品                                                                  |
| 11  | ハーフパイプ               | ○  | 20点 | 第3位          | 第66回19番「モーグル」(20点)以来の出場。第58,85回優勝組                                                                                               |
| 12  | シオマネキのタンゴ         | ○  | 15点 |                | 第68回「シンクロナイズドスイミング」の演者の作品 |
| 13  | カメレオンのウルトラクイズ | ○  | 18点 |                | |
| 14  | 扇風機                     | ○  | 20点 | アイデア賞     | |
| 15  | ストーブ                   | ○  | 20点 |                | ストーブ役の人間が全身に力をこめて体を真っ赤にし、ストーブが点火する様を表現                                                                          |
| SP  | 海の中のなんでだろう       | － |      | （対象外）     | スペシャル仮装。出演:テツandトモ |
| SP  | クジャク                   | － |      | （対象外）     | スペシャル仮装。出演:在日中国雑技芸術団 |
| 16  | 旗つつみでホールインワン   | ○  | 19点 |                | 第68回「ホールインワン」のシリーズ作品。旗役の人間がスチロール玉を口でキャッチし、それをチューブを通して、カップ役の口に入れる作品。1回失敗したが合格 |
| 17  | 雨に唄えば                 |    | 14点 |                | |
| 18  | ドラキュラの最期           | ○  | 20点 | 技術賞         | |
| 19  | 眠れない夜は…              | ○  | 18点 |                | ビニール傘に息を吐いて曇らせることで、羊を表現 |
| 20  | 目は口ほどに物を言い       |    | 09点 |                | |
| 21  | レコード盤                 | ○  | 20点 | 優勝           | |
| 22  | 金魚すくい                 | ○  | 18点 |                | |
| 23  | ほたるの里                 | ○  | 17点 |                | |
| 24  | 勝ち力士のインタビュー     | ○  | 18点 |                | |
| 25  | ルパン三世                 | ○  | 20点 | 準優勝         | 出演:梶原比出樹チーム |
| 26  | 地下鉄のマナー             | ○  | 20点 | 演技賞         | |
| 27  | ルアーフィッシング         | ○  | 19点 |                | 組体操のサボテンでルアーフィッシングの釣り竿を表現。リールを巻く様子を鉄棒の連続前回りで表現                                                          |
| 28  | 腹話術                     | ○  | 15点 |                | 13点から繰り上げ合格 |
| 29  | ヒゲの有名人               |    | 10点 |                | |
| 30  | モンローのような花火       |    | 14点 |                | |
| 31  | 忍者                       | ○  | 18点 |                | 第49回優勝組 |
| 32  | ウォーターボーイズ         |    | 10点 |                | |
| 33  | 旅立ち                     | ○  | 20点 |                | ウミガメが産卵してから、子亀が海へ帰っていく過程をリアルに再現 第29,37回優勝組                                                                        |

優勝 - 21番 レコード盤
フラフープを使ってレコードの早回し・遅回し・音トビなど、いろいろな動きを表現。BGMは明日があるさ。演者は第72回22番「のび太の涙」を演じた一般小学生の男の子（当時）で、自由自在なフラフープさばきと腰使いで場内の爆笑をさらっていた。なお、母親が23番「ほたるの里」で出場しており、受賞時には一緒に出てきていた。
準優勝 - 25番 ルパン三世
ルパン三世のオープニングシーンをCG風に表現。前回の第69回で優勝したチームの作品。第78回30番「僕の彼女が怒った理由」で第70回と同じく準優勝を果たす。
第3位 - 11番 ハーフパイプ
顔にスノーボード選手の絵を描き、スイカの早食いの様子をハーフパイプに見立てて表現。途中で苦しそうにしている様子が笑いを誘った。第58,85回優勝者の作品。久本、中川家と共に審査員だった第97回19番「タピオカでGO!」で努力賞を獲得する。
技術賞 - 18番 ドラキュラの最期
第58回9番「ドラキュラ」を演じたチームが作品をリメイク。ドラキュラと宿敵の博士が対決し、夜明けを迎え朝日を浴びてドラキュラは灰と化し消滅する。
努力賞 - 4番 カエルの歌
4匹のカエルが浮き草を使って『かえるの合唱』を演奏する。セットの下に鉄琴が仕込まれており、カエル役の子供たちが実際に奏でていた。受賞した作品で唯一満点ではない。第66回20番「驚異の太モモ・清水宏保」の演者の作品。
ファンタジー賞 - 8番 少林サッカー
映画のワンシーンをコミカルに表現。
演技賞 - 26番 地下鉄のマナー
小学生たちが、地下鉄内での様々なマナーをリアルな描写で表現。
ユーモア賞 - 7番 手裏剣
小さな男の子が側転して手裏剣を表現。
アイデア賞 - 14番 扇風機
団扇2枚を使って片手で小刻みに動かし、もう片方の手で喉を鳴らして扇風機を表現。
- その他備考
  - 第70回記念大会。当初のタイトルは「欽ちゃん&香取慎吾の全日本仮装大賞・第70回記念大会」だったが、最終的に「新!仮装大賞」表記で記念大会の意味を込め、「欽ちゃん&香取慎吾の第70回新!仮装大賞」に。"新!仮装大賞"と銘打つ通り、細かな変更が加えられた。
  - ルール説明を省略。
  - 各作品の採点後、画面右上に獲得点数を表示。
  - 全国ネット放送では、19:00から欽ちゃんと香取慎吾がすでに登場しているところからスタート。通常オープニングも収録されたが未放送で、その代わりに関東及び一部地域のみ18:55 - 19:00まで『直前仮装大賞』と題して、通常では放送されない審査員登場シーンに番組テーマをアフレコ合成して放送。しかしこれが不評だったため、第71回からは従来のオープニングが復活。
  - 11番『ハーフパイプ』と14番『扇風機』の2作品は、バカバカしい作品の代表として、正統派の作品のコメントの時などに対比として何度も話題に上っていた。
  - この回のみ、各賞発表の際、堀による受賞理由のコメントと該当作品映像が流された。
  - 仮装大賞の音声はステレオが基本であるが、この回はモノラル放送になった。一時は諸事情により、以降もモノラル音声収録・放送体制に決定されたが、結果的に第71回からステレオ音声に戻る。現在のところ第71回以降でモノラル放送の回は無い。なお、過去モノラル放送だった回は第47,67回がある。
  - 番組内ではCM直前に『仮装クラシック』と題し、過去の傑作を放送。演技後のインタビューはカットされた。
  - この大会をもって、秋の開催・年3回放送が廃止。翌年から2013年までは年2回の放送(正月・春開催)になる。

| 放送回 | No. | 作品                     |   | 点数 | 賞     | 備考                   |
| ------ | --- | ------------------------ | - | ---- | ------ | ---------------------- |
| 第7回  | 27  | 花咲じいさん             | ○ | 20点 | 優勝   |                        |
| 第31回 | 9   | ポラロイドカメラ         | ○ | 20点 | 準優勝 | 19点からトーク中に+1点 |
| 第14回 | 24  | カール・ルイス           | ○ | 20点 | 準優勝 | 19点からトーク中に+1点 |
| 第30回 | 7   | 透明人間の跳馬           | ○ | 19点 | 優勝   |                        |
| 第10回 | 19  | 大リーグボール養成ギプス | ○ | 20点 | 優勝   |                        |
| 第17回 | 38  | マリリン・モンロー       | ○ | 19点 | 準優勝 |                        |